# Chrysometa palenque
Chrysometa palenque är en spindelart som beskrevs av Claude Lévi 1986. Chrysometa palenque ingår i släktet Chrysometa och familjen käkspindlar. Inga underarter finns listade i Catalogue of Life.